# A legnagyobb kedvezmény elve
A legnagyobb kedvezmény elve a kereskedelempolitika egyik rendező elve. Nemzetközi szerződéseknek az egyik, nem minden esetben érvényesülő alapelve. Két- vagy többoldalú kereskedelmi szerződésekben (pl. GATT ) jelenik meg. 

## Célja
Célja a diszkriminációmentes kereskedelem elősegítése olymódon, hogy a hazai piacon az adott állam a külföldi szerződő partnereket egymással egyenlővé teszi. Ugyanakkor nem jelenti sem különleges kedvezmények nyújtását, sem pedig különleges előnyök biztosítását. 

## Lényege
Két szerződő állam a közöttük létrejövő megállapodásban (szerződésben) biztosítja egymásnak azokat a kedvezményeket (jogokat), amelyeket egy harmadik államnak már korábban megadtak vagy meg fognak adni. Nem általános elv, alkalmazása korlátozódhat egyes konkrét területekre is.
Technikai szempontból ez azt is jelenti, hogy amennyiben  egy állam egy adott állammal szemben a legnagyobb kedvezmény elve alapján kötött szerződést, akkor ezeket a jogokat és kötelezettségeket más államokra úgy is kiterjesztheti, hogy a legnagyobb kedvezmény elve alapján köt szerződést, és így nem kell az eredeti szerződés összes pontjában az újabb szerződéskötéskor újra megállapodni.